# Kanato de Kokand
El kanato de Kokand o Joqand (en persa: خان‌نشین خوقند‎; Khānneshin-e Khoqand, chagatai خوقند خانليگى Khoqand Khānligi) (1694-1876) fue una entidad política de Asia Central que gobernó, entre 1709 y 1876, en el valle de Ferganá, centrado en la ciudad de Kokand. Fue uno de los tres kanatos uzbekos creados en territorio del antiguo kanato de Chagatai— y después timurida y uzbeko—, junto con el kanato de Bujará (que comprendía Samarcanda) y el kanato de Jiva.
El kanato de Kokand, que tuvo su origen en la región de la moderna ciudad de Fergana, se estableció en territorios de los actuales Uzbekistán (este), Kazajistán, Kirguistán y Tayikistán. El gran número de nómadas de los pueblos de los kirguises y de los kazajos, muy activos en el Turquestán, se convirtieron, rápidamente, en sus vasallos.
A principios del siglo XIX Kokand se anexionó de la ciudad de Taskent. Sufrió dos ataques por parte del kanato de Bujará, pero luego le cedió Taskent, que los rusos querían anexionarse. Aprovechando una revuelta interna el general ruso Mijaíl Skóbelev dirigió una ofensiva sobre el kanato de Kokand en 1876. Después de encarnizados combates, Rusia se anexionó Kokand, propiciando de esta forma que se le abriera la ruta hacia el resto del Asia Central.

## Historia

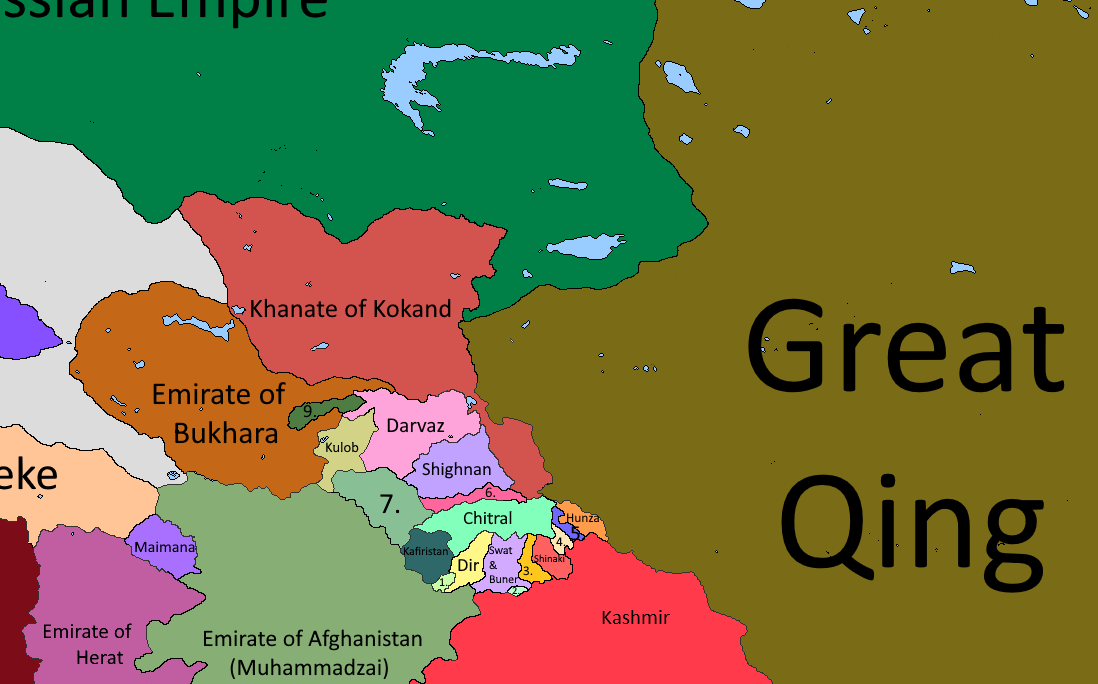
El kanato de Kokand en 1860 y sus vecinos

El kanato de Kokand fue establecido en 1709 cuando el emir shaybánida Shahrukh, de la tribu uzbeka de Ming, declaró su independencia del kanato de Bujará, estableciendo un estado en la parte oriental del valle de Ferganá. Construyó una ciudadela como su capital en la pequeña ciudad de Kokand, comenzando así el kanato de Kokand. Su hijo, Abdul Kahrim Bey, y su nieto, Narbuta Bey, ampliaron la ciudadela, pero ambos se vieron obligados a someterse como protectorado y rendir tributo a la dinastía Qing entre 1774 y 1798.
El hijo de Narbuta Bey, Alim, era tan despiadado como eficiente. Contrató a un ejército mercenario de montañeses de Ghalcha y conquistó la mitad occidental del valle de Fergana, incluidos Khujand y Tashkent. Fue asesinado por su hermano Umar  en 1811. El hijo de Umar, Mohammed Ali (Madali Khan), ascendió al trono en 1822 a la edad de 12 años. Durante su reinado, el kanato de Kokand alcanzó su mayor extensión territorial, incorporando también a los Khojas de Kashgar y a Jahangir Khoja. En 1841, el capitán británico Arthur Conolly no logró persuadir a los diversos kanatos para que dejaran de lado sus diferencias, en un intento de contrarrestar la creciente penetración del Imperio ruso en el área. En noviembre de 1841, el capitán Conolly partió de Kokand hacia Bujará en un fallido intento de rescatar a su colega, el coronel Charles Stoddart, y ambos fueron ejecutados el 24 de junio de 1842 por orden del emir Nasrullah Khan de Bujará.
Después de esto, Madali Khan, que había recibido a Conolly en Kokand y que también había buscado una alianza con Rusia, perdió la confianza de Nasrullah. El emir, alentado por los esfuerzos conspirativos de varias figuras influyentes en Kokand (incluido el comandante en jefe de su ejército), invadió el kanato en 1842. Poco después, ejecutó a Madali Khan, su hermano, y a la viuda de Omar Khan, la famosa poeta Nodira. El primo de Madali Khan, Shir Ali, fue instalado como kan de Kokand en junio de 1842. Durante las dos décadas siguientes, el kanato se vio debilitado por una amarga guerra civil, que se exacerbó aún más por las incursiones rusas y desde Bujará. Durante este período, las tribus kirguisas también se separaron y formaron el kanato Kara-Kirguiso bajo el liderazgo de Ormon Khan. El hijo de Shir Ali, Khudayar Khan, gobernó de 1844 a 1858, desde 1862 a 1863 y desde 1865 a 1875. Mientras tanto, Rusia continuaba su avance; el 29 de junio de 1865 Tashkent fue tomada por las tropas rusas del general Chernyayev; la pérdida de Khujand siguió en 1867.
Poco antes de la caída de Tashkent, el hijo más conocido de Kokand, Yakub Beg, antiguo señor de Tashkent, fue enviado por el entonces kan de Kokand, Alimqul, a Kashgar, donde los musulmanes hui se rebelaron contra los chinos. Cuando Alimqul fue asesinado en 1865 durante la batalla con Rusia por Tashkent, muchos soldados kokandis huyeron para unirse a Yaqub Beg, ayudándolo a establecer su dominio en toda la cuenca del Tarim, que duró hasta 1877, cuando los Qing reconquistó la región.
En 1868, un tratado convirtió a Kokand en un estado vasallo ruso. El ahora impotente Khudayar Khan gastó sus energías en mejorar su lujoso palacio. Los visitantes occidentales quedaron impresionados por la ciudad de 80.000 habitantes, que contenía unas 600 mezquitas y 15 madrasas. Las insurrecciones contra el gobierno ruso y los impuestos opresivos de Khudayar lo obligaron a exiliarse en 1875. Fue sucedido por su hijo, Nasruddin Khan, cuya postura antirrusa provocó la anexión de Kokand (después de seis meses de feroces combates) por parte de los generales Konstantin von Kaufman y Mikhail Skobelev.. En enero de 1876, el zar Alejandro II declaró que se había visto obligado a «... ceder a los deseos del pueblo kokandi de convertirse en súbditos rusos». El kanato de Kokand fue declarado abolido e incorporado al Óblast de Fergana del Turkestán ruso.

## Gobernantes de Kokand (1709-1876)

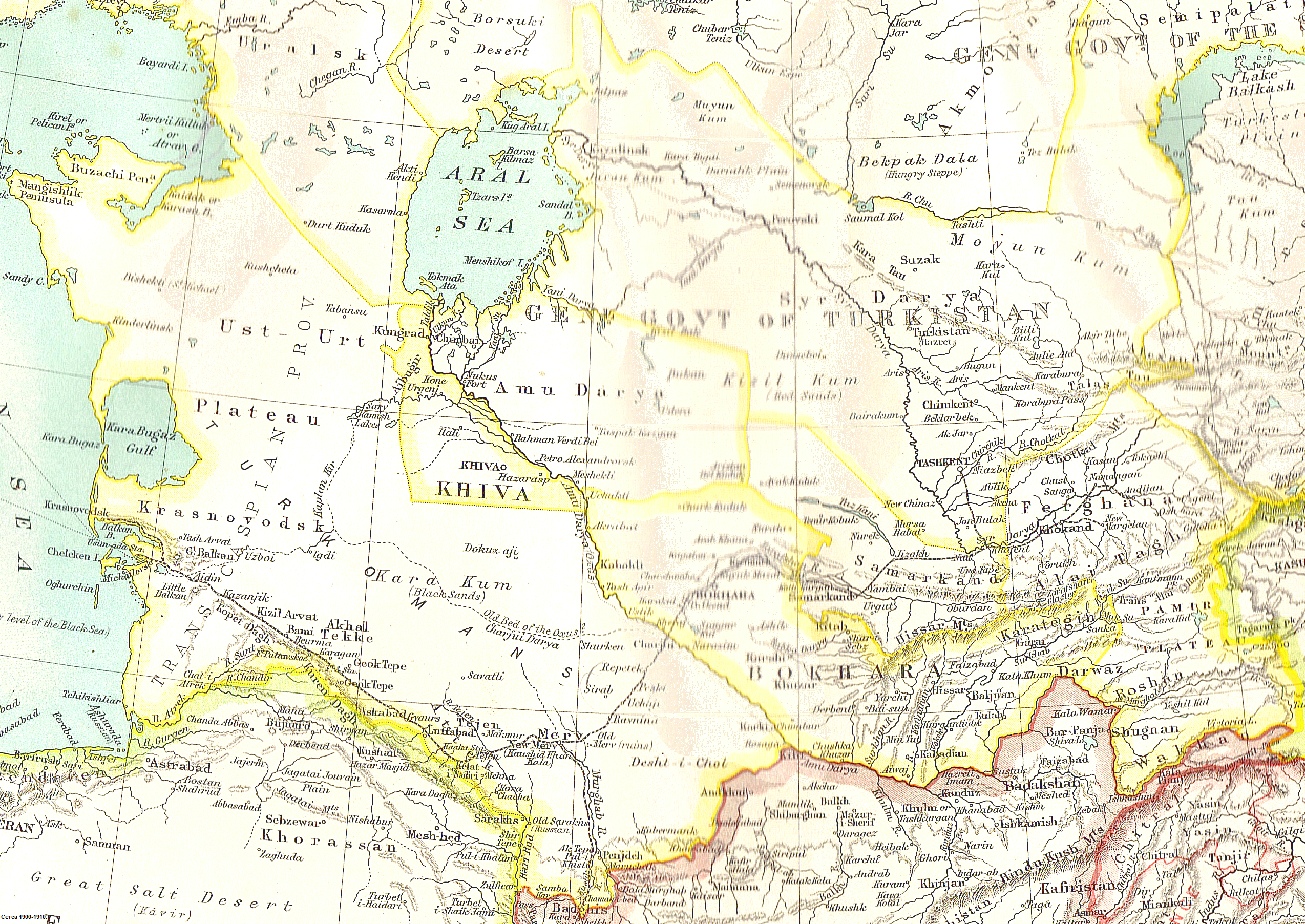
Las fronteras de los territorios imperiales de Rusia de Khiva, Bujará y Kokand en el periodo posterior de 1902-1903.

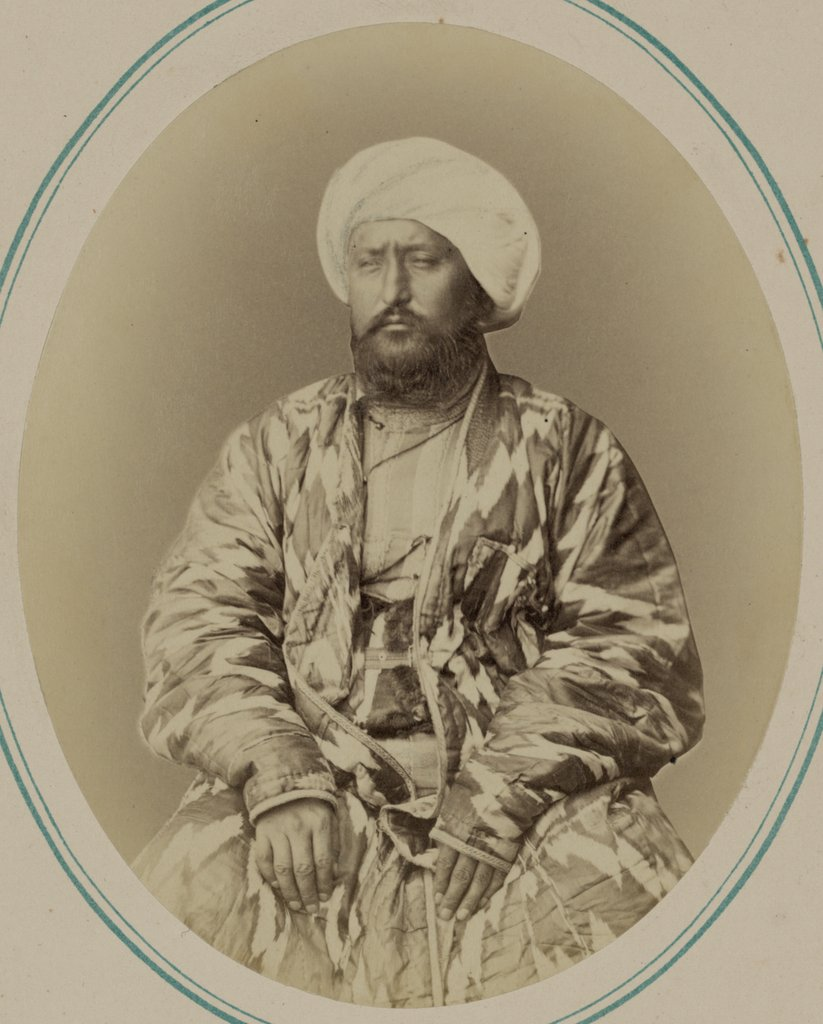
Seyid Muhammad Khudayar Khan (años 1860)

| Reinado   | Gobernante                                       |
| --------- | ------------------------------------------------ |
| 1709-1722 | Shahrukh Bey                                     |
| 1722-1734 | Abdul Rahim Bey                                  |
| 1734-1751 | Abdul Kahrim Bey                                 |
| 1751-1752 | Irdana Bey (primer reinado)                      |
| 1752-1753 | Bobobek                                          |
| 1753-1769 | Irdana Bey (2.º reinado)                         |
| 1769-1770 | Suleiman Bey                                     |
| 1770-1799 | Narbuta Bey                                      |
| 1799-1811 | Alim Khan                                        |
| 1811-1822 | Muhammad Umar Khan                               |
| 1822-1842 | Muhammad Ali Khan                                |
| 1842-1844 | Shir Ali Khan                                    |
| 1844      | Murad Beg Khan                                   |
| 1844-1852 | Muhammad Khudayar Khan (primer reinado)          |
|           | Mingbashi Musulmonqul (Regente de Khudayar Khan) |
| 1852-1858 | Muhammad Khudayar Khan (2.º reinado)             |
| 1858-1862 | Muhammad Mallya Beg Khan                         |
| 1862      | Shah Murad Khan                                  |
| 1862-1863 | Muhammad Khudayar Khan (tercer reinado)          |
| 1863-1865 | Muhammad Sultan Khan                             |
|           | Alimqul (Regent for Sultan Khan)                 |
| 1865      | Bil Bahchi Khan                                  |
| 1865-1875 | Muhammad Khudayar Khan (4.º reinado)             |
| 1875      | Nasruddin Khan (primer reinado)                  |
| 1875      | Muhammad Pulad Beg Khan                          |
| 1876      | Nasruddin Khan (2.º reinado)                     |